# Среднеазиатская речная выдра
Среднеазиатская речная выдра (лат. Lutra lutra seistanica) — подвид речной выдры, млекопитающего из семейства куньих. Хищник. Занесён в Красную книгу Казахстана как резко сокращающийся в численности подвид (категория 2).
Обитает в болотах, озёрах, на водопоях. Ареал простирается от Алтая (до 2019 года — Зыряновск, Казахстан) до Джунгарского Алатау (Казахстан). Достигает массы от 5 до 12 кг, питается преимущественно рыбой и мелкими моллюсками, лягушками, птицами, и грызунами.
Беременность длится 9—10 месяцев, самка рожает от 2 до 5 детёнышей.